# Персіпан

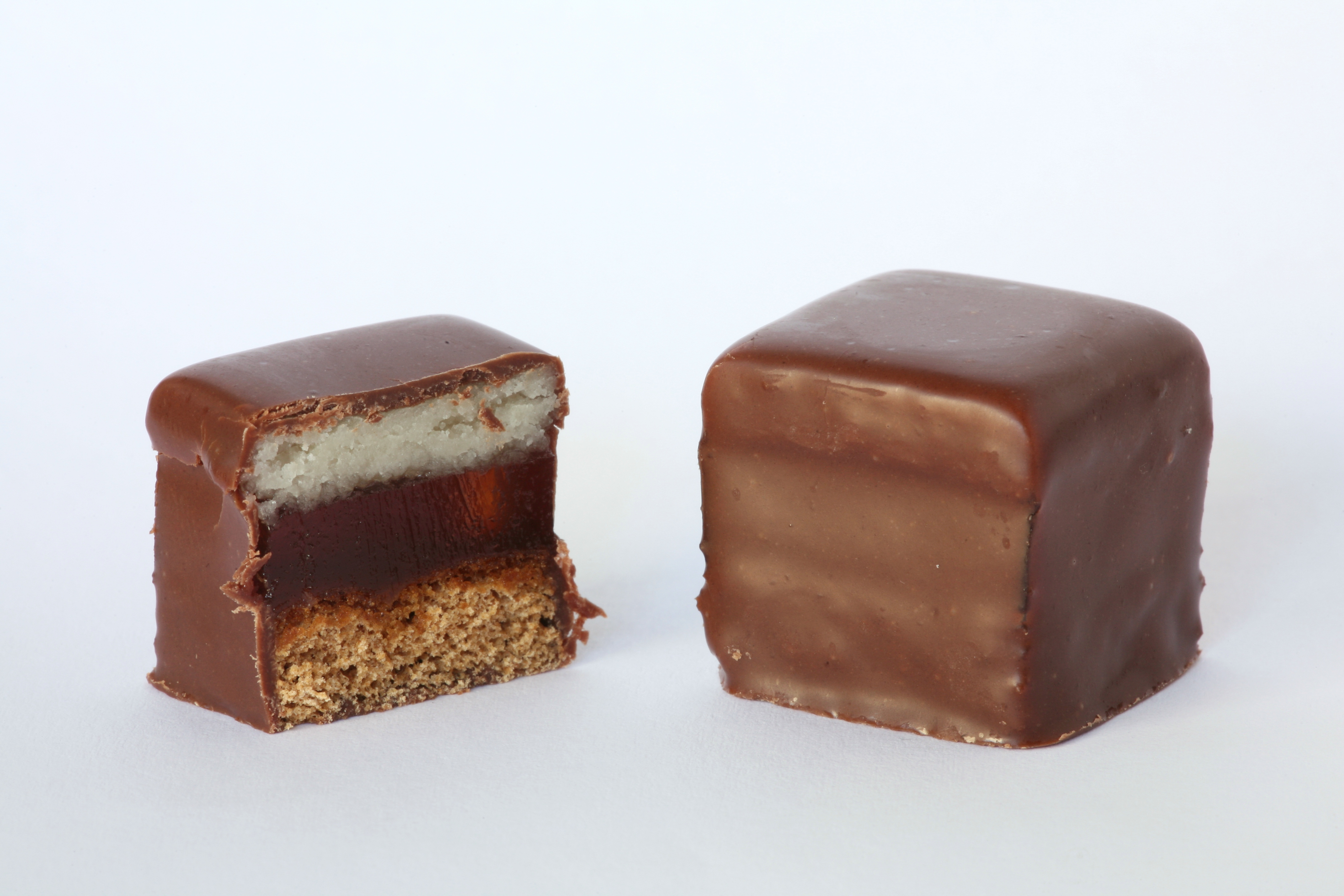
Верхній шар цукерки зроблений з персіпану

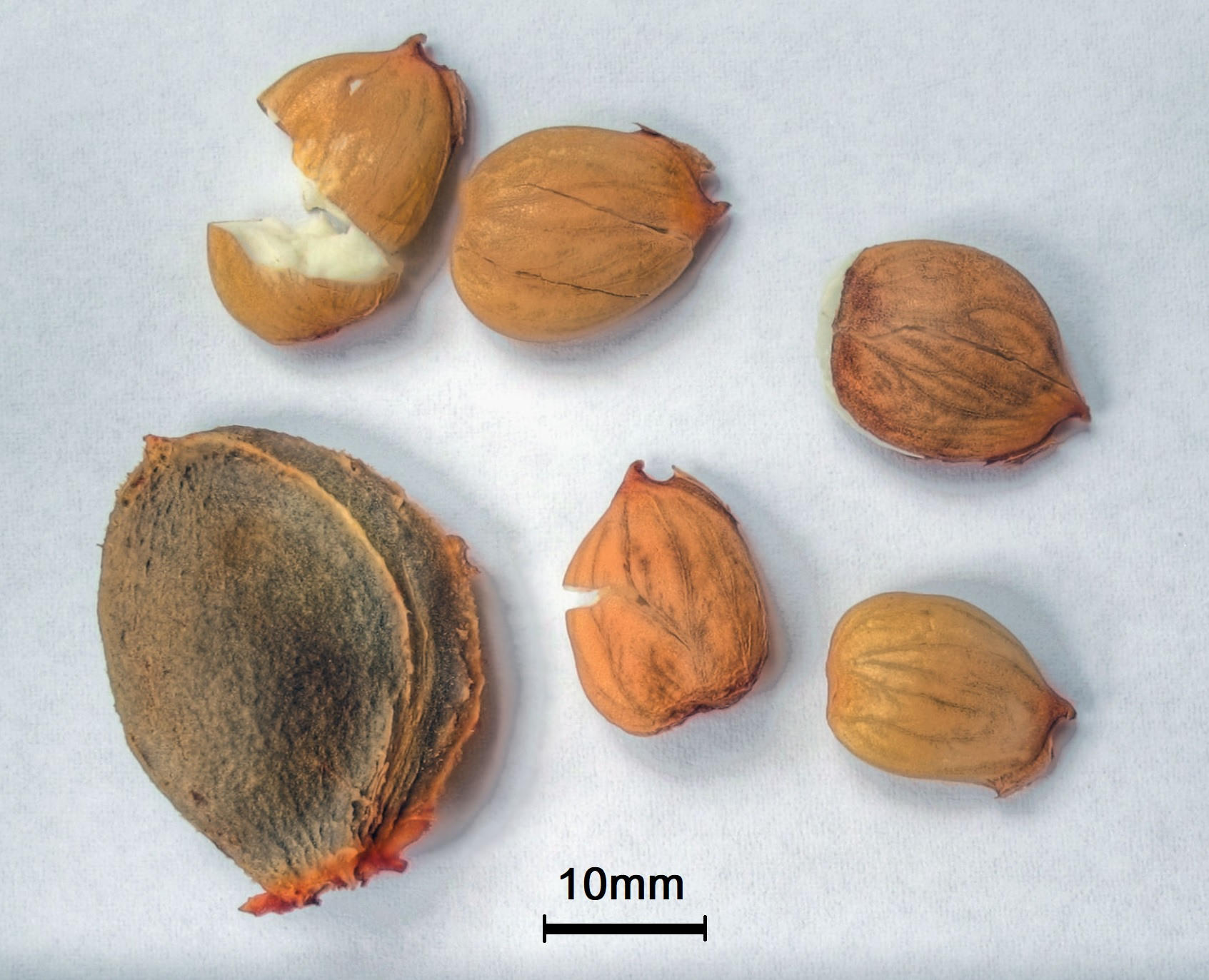
Ядра абрикосових кісточок

Персіпан, парціпан (від лат. persicus — «персик» і «марципан»)  — кондитерська суміш, виробляється аналогічно як і марципан. Використовується у виробництві кондитерських виробів як дешевший замінник марципану. У персіпану і марципану різний смак.

## Виробництво
Процес виготовлення персіпану аналогічний процесу виготовлення марципану. Замість мигдалю використовуються ядра абрикосових або персикових кісточок, в яких міститься гірка речовина амигдалін. Прийнятним є додавання гіркого мигдалю. Ці матеріали мають сильний гіркий смак через присутність амигдаліну, токсичний глікозид, який видаляється перед виготовленням персіпану. Так як ці ядра не мають іншого широкого використання, персіпан дешевший за марципан. Але оскільки попит на персіпан за останні роки значно зріс, то його ціна наблизилася до ціни марципану.
Відповідно до німецьких нормативівперсіпан складається з мелених ядер абрикосових або персикових кісточок, містить до 20 % води, до 35 % цукру та о,5 % крохмалю.

## Використання
Персіпан має смак дещо відмінний від марципану та містить більше цукру, для того щоб зрівноважити гіркоту.
Персіпаном часто замінюють марципан при виготовленні тіста та кондитерських виробів. Німецькі нормативи вимагають використовувати відповідні позначення продуктів харчування, в яких персіпан використовується як замінник марципану.
Можливі шахрайські спроби додавання персіпану без обов'язкового додавання крохмалю до сирої марципанової маси та продажу цієї суміші як справжнього марципану. Вигода полягає у частковій заміні дорогого повноцінного продукту дешевшим замінником.

## Як відрізнити марципан від персіпану
Обов'язкове додавання крохмалю дозволяє легко відрізнити персіпан від марципану за допомогою йодної проби.
Персіпан можливо також відрізнити від марципану за допомогою тесту, незалежного від наявності крохмалю. Цей тест виявляє Вітамін E. Марципан містить виключно альфа-токоферол, тоді як у персіпані переважає гамма-токоферол. Дослідження проводиться методом хроматографії.
Також можливо відрізнити марципан від персіпану за допомогою генетичних тестів, що дозволяє викрити навіть 0,1 % додатку персіпану до марципану.